# Еловка (Иркутский район)
Еловка — село в Иркутском районе Иркутской области России. Входит в состав Усть-Балейского муниципального образования.

## География
Село находится на расстоянии примерно 52 км к северо-западу от города Иркутск, административного центра района и области.

## Население
| 2002 | 2010 | 2011 | 2012 |
| ---- | ---- | ---- | ---- |
| 212  | ↘200 | ↗201 | ↗205 |

### Половой состав
По данным Всероссийской переписи, в 2010 году в селе проживало 200 человек (102 мужчины и 98 женщин).